# Stiphidion diminutum
Stiphidion diminutum là một loài nhện trong họ Stiphidiidae.
Loài này thuộc chi Stiphidion. Stiphidion diminutum được V. T. Davies miêu tả năm 1988.